# Meantime (album)
Meantime es el segundo disco de estudio de la banda Helmet. Se lanzó en 1992 a través de Amphetamine Records y reeditado por Interscope.
En este disco se encuentra su éxito "Unsung", para el cual se grabó una nueva versión, y se editaron videos para este tema, "Give It" e "In The Meantime".

## Lista de canciones
Todas las canciones escritas y compuestas por Page Hamilton. 
| N.º   | Título            | Duración |  |
| 1.    | «In The Meantime» | 3:11     |  |
| 2.    | «Ironhead»        | 3:23     |  |
| 3.    | «Give It»         | 4:17     |  |
| 4.    | «Unsung»          | 3:59     |  |
| 5.    | «Turned Out»      | 4:13     |  |
| 6.    | «He Feels Bad»    | 4:02     |  |
| 7.    | «Better»          | 3:09     |  |
| 8.    | «You Borrowed»    | 3:49     |  |
| 9.    | «FBLA II»         | 3:22     |  |
| 10.   | «Role Model»      | 3:31     |  |
| 36:56 |                   |          |  |

## Personal
Helmet
- Page Hamilton - voz, guitarra
- Peter Mengede - guitarra rítmica
- Henry Bogdan - bajo
- John Stanier - batería

Technical
- Helmet - producer
- Steve Albini - ingeniero en "In the Meantime"
- Wharton Tiers - ingeniero en todas las canciones, excepto en "In the Meantime"
- Andy Wallace - mezcla
- Steve Sisco - ingeniero, asistente de mezcla
- Howie Weinberg - masterización